# 罗滕堡 (萨克森-安哈尔特州)
罗滕堡（德語：Rothenburg，發音：[ˈʁoːtn̩bʊʁk] ⓘ）是德国萨克森-安哈尔特州萨勒县曾经的一个市镇，面积5.4平方千米，2009年12月31日人口为796人。2011年1月1日，罗滕堡与另外9个市镇合并为新市镇韦廷-勒伯云。